# New Development Bank
De New Development Bank (NDB), ook wel de BRICS Development Bank genoemd, is een multilateriale ontwikkelingsbank, opgericht door de BRICS-landen (Brazilië, Rusland, India, Volksrepubliek China en Zuid-Afrika), als alternatief voor de bestaande, door de VS en Europa gedomineerde Wereldbank en Internationaal Monetair Fonds (IMF). 

## Geschiedenis

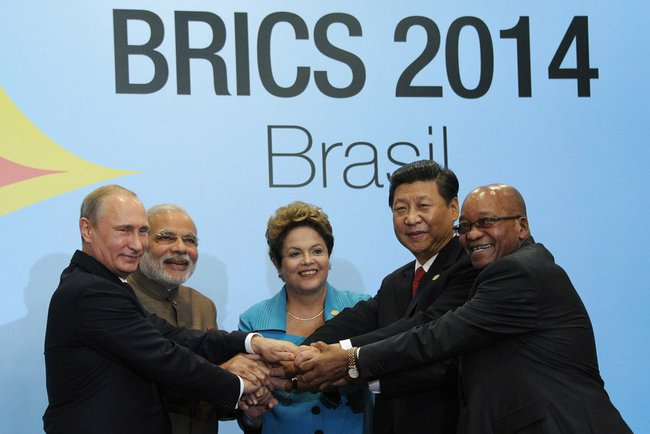
De leiders van de vijf BRICS-landen tijdens de ontmoeting in Brazilië in juli 2014: Vladimir Poetin, president van Rusland, Narendra Modi, premier van India, Dilma Rousseff, president van Brazilië, Xi Jinping, president van China en Jacob Zuma, president van Zuid-Afrika

Het idee van een BRICS-bank werd reeds in 2012 gelanceerd. Op de 5e jaarlijkse ontmoeting op 27 maart 2013 in het Zuid-Afrikaanse Durban besloten de vijf BRICS-landen de oprichting van de bank. Tijdens de 6de ontmoeting in Brazilië werd op 15 juli 2014 in Fortaleza het document voor de stichting van de New Development Bank (NDB) ondertekend.
De bank werd opgericht om de financiële en ontwikkelingssamenwerking tussen de vijf opkomende economieën te bevorderen. De vier oorspronkelijke BRIC-landen omvatten in 2014 een bevolking van meer dan 3 miljard mensen, of 41,4% van de wereldbevolking, meer dan een kwart van 's werelds landoppervlak op 3 werelddelen, en vertegenwoordigen meer dan 25% van het wereldwijde BBP. 
Op 4 maart 2022 heeft de NDB besloten alle nieuwe transacties met Rusland op te schorten, met als reden de “ontvouwende onzekerheden en beperkingen” na de Russische inval in Oekraïne.

## Leden
Stichtende leden zijn de vijf BRICS-landen. Nieuwe leden die lidstaat zijn van de Verenigde Naties kunnen toegelaten worden, maar het aandeel van de BRICS-landen zou niet beneden de 55% mogen dalen. Naast de BRICS-landen werden in 2021 Bangladesh, de Verenigde Arabische Emiraten en Egypte lid van de New Development Bank. Uruguay is een voorlopig lid geworden. Medio 2023 hadden de vijf BRICS-landen elk een belang van 18,98% en de drie andere leden tezamen 5,12%.
In tegenstelling tot de Wereldbank, waar de stemverdeling gebaseerd is op de kapitaalinleg, zal in de New Development Bank elk deelnemend land één stem krijgen, en geen enkel land heeft vetorecht.
Het voorzitterschap roteert om de vijf jaar tussen de leden. Op 11 mei 2015 werd de Indiër K.V. Kamath aangeduid als eerste voorzitter, naar verluidt als compensatie voor India's instemming met de vestiging van de bank in Shanghai. In 2021 werd Kamath opgevolgd door Marcos Troyjo, een Braziliaanse toppoliticus. Na de regeringswisseling in Brazilië werd hij op 24 maart 2023 opgevolgd door oud-president Dilma Rousseff. Rusland kreeg het eerste voorzitterschap van de Raad van Gouverneurs van de bank.

## Doelstellingen
De bank zal in het eerste kwartaal van 2016 een reeks infrastructuurprojecten goedkeuren in de vijf BRICS-landen, maar ook in andere ontwikkelingslanden en opkomende economieën, in nauwe samenwerking met de door China geleide Aziatische Infrastructuurinvesteringsbank (AIIB).
Tijdens de 7e ontmoeting op 8-9 juli 2015 in Oefa, stelde Rusland het gastland een “Strategie voor BRICS Economisch Partnership” voor, om tegen 2020 de handels- en investeringsbetrekkingen tussen de lidstaten te stimuleren, en het concurrentievermogen van de BRICS-landen in de globale economie te verhogen. Daarnaast werden in Oefa nog samenwerkingsakkoorden getekend tussen de centrale banken van de lidstaten en de New Development Bank.

## Kapitaal

### Ontwikkelingskapitaal
Het maatschappelijke kapitaal van de NBD is vastgesteld op US$ 100 miljard. Hiervan werd US$ 50 miljard geplaatst in gelijke delen bij de vijf stichtende leden. De leden hebben een vijfde van dit bedrag daadwerkelijk gestort. Voor bijkomende kapitaalinbreng is telkens het akkoord van de overige leden vereist. Dit zou een eis van India zijn geweest.

### Contingent Reserve Arrangement (CRA)
De CRA is een regeling om te voorzien in ondersteuning door liquiditeiten en voorzorgsmaatregelen in het geval van feitelijke of potentiële druk op de betalingsbalansen (art. 1 van het CRA-verdrag). In de praktijk wordt hiermee bescherming geboden in geval van een liquiditeitscrisis in een lidstaat.

## Vestigingen
Het hoofdkwartier staat in Shanghai. Regionale kantoren werden geopend in Zuid-Afrika (Johannesburg, 2016), in Brazilië (São Paulo, 2019) en in Rusland (Moskou, 2019). 

## Activiteiten
Op 31 maart 2023 had de NBD een eigen vermogen van US$ 11 miljard en voor US$ 15 miljard geleend. Van dit geld is voor US$ 15 miljard aan leningen verstrekt en voor US$ 11 miljard geïnvesteerd. Per 30 juni 2023 had de bank 98 projecten goedgekeurd met een totale waarde van US$ 32 miljard. Een derde van dit geld gaat naar projecten op het gebied van transport en infrastructuur en een kwart is bestemd om de effecten van de coronapandemie op te vangen. Verder zijn schoon water en hernieuwbare energie belangrijke aandachtspunten voor de bank. Veruit het grootste deel van het geld wordt uitgeleend waarbij het ontvangende land garant staat voor de terugbetaling van de lening.